# Jalna
Jalna ist eine Stadt im indischen Bundesstaat Maharashtra.

## Lage
Jalna liegt 60 km östlich von Aurangabad am Fluss Kundalika.
Sie ist Hauptstadt des gleichnamigen Distrikts.
Die Stadt ist vom Rang eines Municipal Councils. Sie ist in 54 Wards untergliedert.
Die nationale Fernstraße NH 753A (Aurangabad–Chikhli) passiert die Stadt. Die Bahnstrecke Aurangabad–Pathani führt an Jalna vorbei.

## Bevölkerung
Beim Zensus 2011 betrug die Einwohnerzahl 285.577.
60 % der Bevölkerung gehören der Glaubensrichtung des Hinduismus an, 27 % sind Muslime, 6,75 % sind Buddhisten sowie 2,81 % sind Christen.